# Смехов, Марк Моисеевич
Марк Моисеевич Смехов (23 февраля 1920 года — 24 февраля 1973 года) — трудовой деятель, директор Себряковского цементного завода (1954—1973).

## Биография

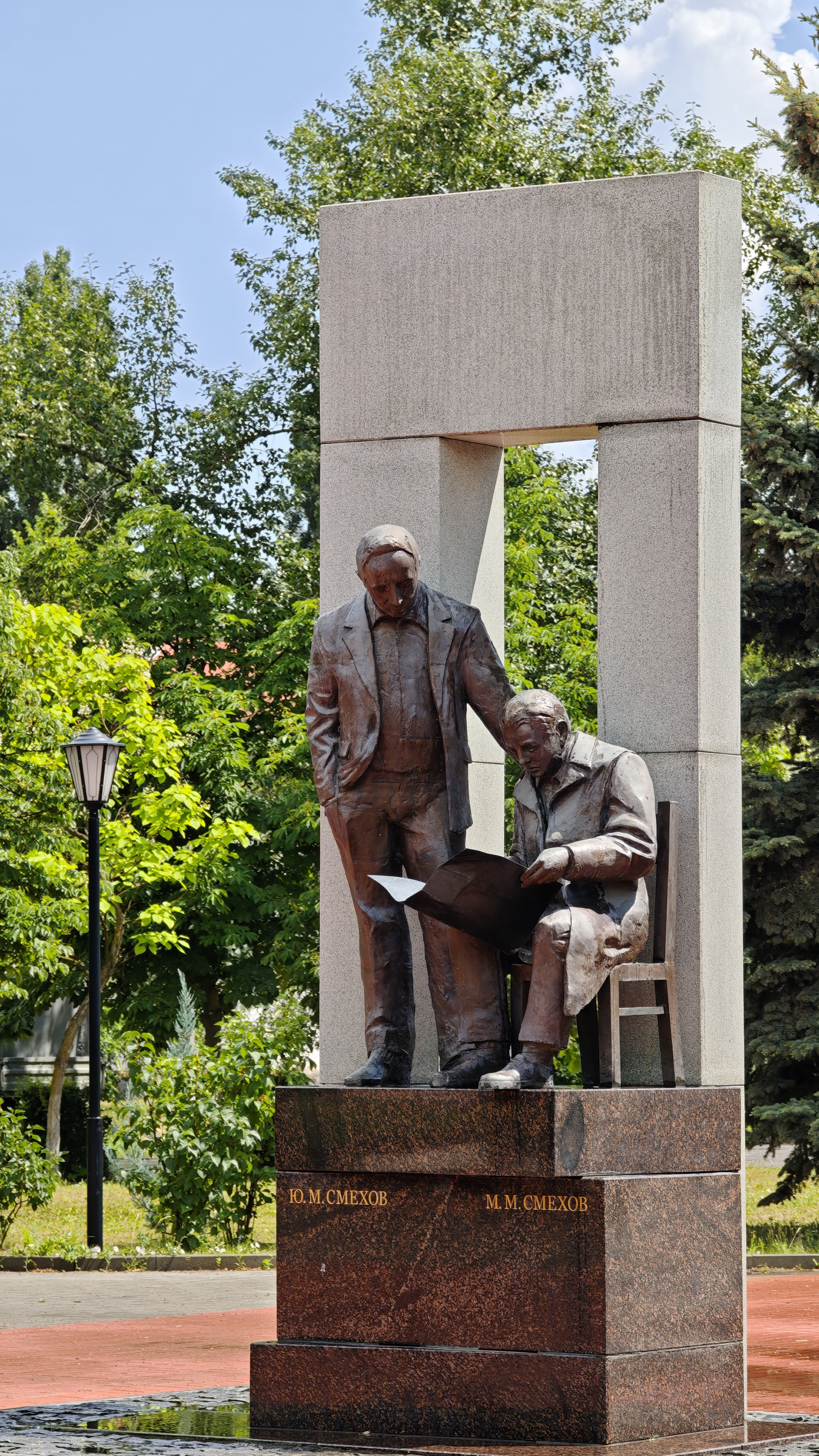
Памятник Смеховым в Михайловке.

Родился в Новомосковске Днепропетровской области. В 1931 году семья переехала в Киев, там он окончил десятилетку. В 1937 году комсомолец М. М. Смехов поступил в Киевский технологический институт силикатов. С началом войны вуз эвакуировали в город Вольск, где в 1942 году он получил диплом технолога-химика. Без промедления его направили на цементный завод в городе Сухой Лог. В 1946 году Смехова перевели на завод «Гигант» в Московской области. В 1948 году назначили главным инженером Енакиевского цементного завода Сталинской области. В 1950 — главным инженером Амвросиевского ордена Ленина цементного завода № 1.
В начале 1954 года направили руководить строящимся Себряковским цементным заводом в город Михайловку Волгоградской области. Себряковский цементный завод стал его главным делом жизни. На эти годы приходятся главные события — строительство и пуск новых технологических линий, достижение самых высоких результатов в цементной отрасли страны. Марк Моисеевич Смехов был дальновидным руководителем и работал на перспективу завода, принимал активное участие в реализации работ по механизации и полной автоматизации завода.
Являлся членом редколлегии журнала «Цемент», на страницах которого рассказывал о передовом опыте себряковцев, опубликовал в разных изданиях около 20 статей. Неизмеримо много Марк Моисеевич сделал для развития и процветания Михайловки, в которой жил и работал. 
В 1960-70-е годы одновременно со становлением завода расцветал и город. В Михайловке строили жилые дома, детские сады, возвели Дом культуры, технологический техникум, оранжерею, стадион, поликлиники, фонтан. Родина высоко оценила труд Марка Моисеевича Смехова, он удостоен орденов Ленина, Октябрьской Революции, Трудового Красного Знамени, «Знак Почёта», медали «За трудовую доблесть», большой золотой медали ВДНХ СССР. 19 лет Марк Моисеевич посвятил становлению и развитию Себряковского цементного завода и города. 
Имя Марка Моисеевича Смехова носят городской парк, улица, школа № 4. Для студентов Себряковского технологического техникума учреждена стипендия имени М. М. Смехова. Его по праву считают самым лучшим руководителем Себряковского цементного завода за всю почти 60-летнюю историю предприятия.

## Смерть
Умер Марк Моисеевич 24 февраля 1973 года.

## Награды
- Орден Ленина
- Орден Трудового Красного Знамени
- Орден Октябрьской Революции
- Орден «Знак Почёта»
- Медаль «За трудовую доблесть»
- Медаль «Золотая медаль ВДНХ СССР»

## Семья
- Сын — Смехов Юрий Маркович (род. 1943—2017)